# Carnedd Llewelyn
Carnedd Llewelyn är ett berg i Storbritannien.   Det ligger i kommunen Conwy och riksdelen Wales, i den södra delen av landet, 300 km nordväst om huvudstaden London. Toppen på Carnedd Llewelyn är 1 062 meter över havet.
Terrängen runt Carnedd Llewelyn är huvudsakligen kuperad.Runt Carnedd Llewelyn är det ganska tätbefolkat, med 60 invånare per kvadratkilometer. Närmaste större samhälle är Bangor, 12,8 km nordväst om Carnedd Llewelyn. Trakten runt Carnedd Llewelyn består i huvudsak av gräsmarker.